# FA Cup 1883/84

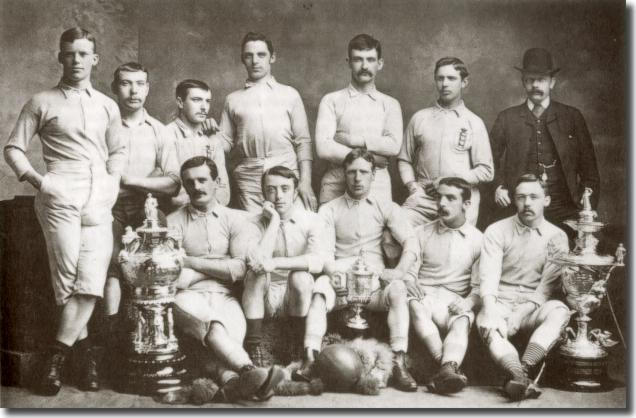
Die Siegermannschaft der Blackburn Rovers (1884).

Der FA Cup 1883/84 war die 13. Austragung des The Football Association Challenge Cup (meist als FA Cup bekannt). Die Pokalsaison begann mit 100 Vereinen, wurde letztlich jedoch nur von 97 Vereinen real ausgespielt.
Der Pokalwettbewerb startete am 6. Oktober 1883 mit der ersten Runde und endete mit dem Finalspiel im Kennington Oval in London am 29. März 1884 vor einer Kulisse von etwa 12.000 Zuschauern. Sieger des Wettbewerbs wurden zum ersten Mal die Blackburn Rovers. Unterlegener Finalist war der FC Queen’s Park.

## Wettbewerb

### Erste Runde
| Datum             |                         | Ergebnis |                         |
| ----------------- | ----------------------- | -------- | ----------------------- |
| 6. Oktober 1883   | Crewe Alexandra         | 00:10    | FC Queen’s Park         |
| 13. Oktober 1883  | Blackburn Olympic       | 5:1      | Darwen Ramblers         |
| 13. Oktober 1883  | FC Halliwell            | 2:5      | FC Eagley               |
| 20. Oktober 1883  | Blackburn Rovers        | 7:1      | Southport Central       |
| 20. Oktober 1883  | FC Great Lever          | 4:1      | Astley Bridge           |
| 20. Oktober 1883  | FC Hurst                | 3:1      | FC Turton               |
| 20. Oktober 1883  | Small Heath Alliance    | 1:1      | Birmingham Excelsior    |
| 27. Oktober 1883  | Blackburn Park Road     | 6:0      | Clitheroe Low Moor      |
| 27. Oktober 1883  | FC Darwen               | 2:2      | FC Church               |
| 27. Oktober 1883  | Wolverhampton Wanderers | 4:1      | Long Eaton Rangers      |
| 31. Oktober 1883  | FC Padiham              | 3:1      | Lower Darwen            |
| 3. November 1883  | Bolton Association      | 5:1      | FC Bradshaw             |
| 3. November 1883  | Hanover United          | 1:6      | FC Brentwood            |
| 3. November 1883  | Hull Town               | 1:3      | Grimsby Town            |
| 3. November 1883  | Old Westminsters        | 3:0      | FC Chatham              |
| 3. November 1883  | FC Rochester            | 2:1      | FC Uxbridge             |
| 3. November 1883  | FC Romford              | 3:0      | Woodford Bridge         |
| 10. November 1883 | FC Accrington           | 4:0      | Blackpool St. John’s    |
| 10. November 1883 | FC Acton                | 0:2      | Upton Park FC           |
| 10. November 1883 | Bolton Wanderers        | 9:0      | Bolton Olympic          |
| 10. November 1883 | FC Calthorpe            | 0:9      | Walsall Town            |
| 10. November 1883 | Chesterfield Spital     | 1:1      | Rotherham Town          |
| 10. November 1883 | FC Clitheroe            | 3:3      | FC South Shore          |
| 10. November 1883 | FC Davenham             | 2:0      | Macclesfield Town       |
| 10. November 1883 | FC Druids               | 0:1      | Northwich Victoria      |
| 10. November 1883 | Grantham Town           | 3:2      | FC Spilsby              |
| 10. November 1883 | FC Hendon               | 3:2      | Old Etonians            |
| 10. November 1883 | FC Hornchurch           | 0:9      | FC Marlow               |
| 10. November 1883 | FC Middlesbrough        | 1:5      | FC Staveley             |
| 10. November 1883 | FC Mosquitos            | 3:2      | FC Pilgrims             |
| 10. November 1883 | Notts County            | 3:1      | Sheffield Heeley        |
| 10. November 1883 | Old Foresters FC        | 2:1      | FC Dreadnought          |
| 10. November 1883 | FC Oswestry             | 2:0      | Hartford St. John’s     |
| 10. November 1883 | FC Reading              | 2:2      | FC South Reading        |
| 10. November 1883 | Reading Minster FC      | 01:10    | Old Carthusians         |
| 10. November 1883 | FC Sheffield            | 1:4      | Lockwood Brothers       |
| 10. November 1883 | Stafford Road           | 5:1      | Aston Unity             |
| 10. November 1883 | Stoke City              | 1:2      | Manchester Association  |
| 10. November 1883 | Upton Rangers           | 0:7      | Old Wykehamists         |
| 10. November 1883 | Walsall Swifts          | 1:5      | Aston Villa             |
| 10. November 1883 | Wednesbury Old Athletic | 5:0      | Mitchell’s St. George’s |
| 10. November 1883 | West Bromwich Albion    | 0:2      | Wednesbury Town         |
| 10. November 1883 | FCc West End            | 1:0      | FC Maidenhead           |
| 10. November 1883 | Windsor Home Park       | 5:3      | Royal Engineers AFC     |
| 17. November 1883 | FC Rossendale           | 6:2      | Irwell Springs          |
| nicht ausgetragen | Clapham Rovers          |          | FC Kildare              |
| nicht ausgetragen | Nottingham Forest       |          | FC Redcar               |
| nicht ausgetragen | Wrexham Olympic         |          | Liverpool Ramblers      |
| Freilos           | Derby Midland           |          |                         |
| Freilos           | Preston North End       |          |                         |
| Freilos           | The Wednesday           |          |                         |
| Freilos           | FC Swifts               |          |                         |

#### Wiederholungsspiele
| Datum             |                      | Ergebnis |                      |
| ----------------- | -------------------- | -------- | -------------------- |
| 3. November 1883  | FC Church            | 0:1      | FC Darwen            |
| 10. November 1883 | Birmingham Excelsior | 3:2      | Small Heath Alliance |
| 17. November 1883 | Rotherham Town       | 7:2      | Chesterfield Spital  |
| 17. November 1883 | FC South Reading     | 0:4      | FC Reading           |
| 24. November 1883 | FC South Shore       | 3:2      | FC Clitheroe         |

### Zweite Runde
| Datum             |                         | Ergebnis |                         |
| ----------------- | ----------------------- | -------- | ----------------------- |
| 24. November 1883 | Blackburn Park Road     | [1]2:3   | FC Accrington           |
| 24. November 1883 | Northwich Victoria      | 5:1      | FC Davenham             |
| 24. November 1883 | Old Carthusians         | 2:7      | Old Foresters FC        |
| 26. November 1883 | Grantham Town           | 4:0      | Grimsby Town            |
| 1. Dezember 1883  | Birmingham Excelsior    | 1:1      | Derby Midland           |
| 1. Dezember 1883  | Bolton Wanderers        | 3:0      | Bolton Association      |
| 1. Dezember 1883  | Clapham Rovers          | 7:0      | FC Rochester            |
| 1. Dezember 1883  | FC Darwen               | 1:2      | Blackburn Olympic       |
| 1. Dezember 1883  | FC Hurst                | [2]3:2   | Irwell Springs          |
| 1. Dezember 1883  | Lockwood Brothers       | 3:1      | Rotherham Town          |
| 1. Dezember 1883  | Notts County            | 3:0      | Nottingham Forest       |
| 1. Dezember 1883  | Old Westminsters        | 2:1      | FC Hendon               |
| 1. Dezember 1883  | Preston North End       | 4:1      | FC Great Lever          |
| 1. Dezember 1883  | FC Queen’s Park         | 15:00    | Manchester Association  |
| 1. Dezember 1883  | FC Reading              | 1:0      | FC West End             |
| 1. Dezember 1883  | FC Romford              | 3:1      | FC Mosquitos            |
| 1. Dezember 1883  | FC South Shore          | 0:7      | Blackburn Rovers        |
| 1. Dezember 1883  | Stafford Road           | 0:5      | Aston Villa             |
| 1. Dezember 1883  | FC Staveley             | 3:1      | The Wednesday           |
| 1. Dezember 1883  | FC Swifts               | 2:0      | FC Marlow               |
| 1. Dezember 1883  | Walsall Town            | 2:2      | Wednesbury Town         |
| 1. Dezember 1883  | Wednesbury Old Athletic | 4:2      | Wolverhampton Wanderers |
| 1. Dezember 1883  | Windsor Home Park       | 0:1      | Old Wykehamists         |
| 1. Dezember 1883  | Wrexham Olympic         | 3:4      | FC Oswestry             |
| Freilos           | FC Brentwood            |          |                         |
| Freilos           | FC Eagley               |          |                         |
| Freilos           | FC Padiham              |          |                         |
| Freilos           | Upton Park FC           |          |                         |

#### Wiederholungsspiele
| Datum             |                 | Ergebnis |                      |
| ----------------- | --------------- | -------- | -------------------- |
| 8. Dezember 1883  | Wednesbury Town | 6:0      | Walsall Town         |
| 15. Dezember 1883 | Derby Midland   | 2:1      | Birmingham Excelsior |
| nicht ausgetragen | Irwell Springs  |          | FC Hurst             |

### Dritte Runde
| Datum             |                         | Ergebnis |                   |
| ----------------- | ----------------------- | -------- | ----------------- |
| 20. Dezember 1883 | Grantham Town           | 1:4      | Notts County      |
| 22. Dezember 1883 | Blackburn Rovers        | 3:0      | FC Padiham        |
| 22. Dezember 1883 | Clapham Rovers          | 1:2      | FC Swifts         |
| 22. Dezember 1883 | FC Reading              | 1:6      | Upton Park FC     |
| 29. Dezember 1883 | Bolton Wanderers        | 8:1      | Irwell Springs    |
| 29. Dezember 1883 | FC Oswestry             | 1:7      | FC Queen’s Park   |
| 29. Dezember 1883 | Preston North End       | 9:1      | FC Eagley         |
| 29. Dezember 1883 | FC Romford              | 1:4      | FC Brentwood      |
| 29. Dezember 1883 | FC Staveley             | 1:0      | Lockwood Brothers |
| 29. Dezember 1883 | Wednesbury Old Athletic | 4:7      | Aston Villa       |
| 29. Dezember 1883 | Wednesbury Town         | 1:0      | Derby Midland     |
| Freilos           | Blackburn Olympic       |          |                   |
| Freilos           | Northwich Victoria      |          |                   |
| Freilos           | Old Foresters           |          |                   |
| Freilos           | Old Westminsters        |          |                   |
| Freilos           | Old Wykehamists         |          |                   |

### Vierte Runde
| Datum           |                    | Ergebnis |                  |
| --------------- | ------------------ | -------- | ---------------- |
| 19. Januar 1884 | Blackburn Olympic  | 6:0      | Old Wykehamists  |
| 19. Januar 1884 | Blackburn Rovers   | 5:1      | FC Staveley      |
| 19. Januar 1884 | Northwich Victoria | 3:0      | FC Brentwood     |
| 19. Januar 1884 | Notts County       | 2:2      | Bolton Wanderers |
| 19. Januar 1884 | Old Westminsters   | 5:0      | Wednesbury Town  |
| 19. Januar 1884 | Preston North End  | [3]1:1   | Upton Park FC    |
| 19. Januar 1884 | FC Queen’s Park    | 6:1      | Aston Villa      |
| 19. Januar 1884 | FC Swifts          | 2:1      | Old Foresters FC |

#### Wiederholungsspiel
| Datum           |                  | Ergebnis |              |
| --------------- | ---------------- | -------- | ------------ |
| 2. Februar 1884 | Bolton Wanderers | 1:2      | Notts County |

### Fünfte Runde
| Datum           |                   | Ergebnis |                    |
| --------------- | ----------------- | -------- | ------------------ |
| 9. Februar 1884 | Blackburn Olympic | 9:1      | Northwich Victoria |
| 9. Februar 1884 | Notts County      | 1:1      | FC Swifts          |
| 9. Februar 1884 | Old Westminsters  | 0:1      | FC Queen’s Park    |
| 9. Februar 1884 | Upton Park FC     | 0:3      | Blackburn Rovers   |

#### Wiederholungsspiel
| Datum            |           | Ergebnis |              |
| ---------------- | --------- | -------- | ------------ |
| 14. Februar 1884 | FC Swifts | 0:1      | Notts County |

### Halbfinale
Die Spiele wurden am 1. März 1884 ausgetragen.
|                  | Ergebnis |                   | Ort        |
| ---------------- | -------- | ----------------- | ---------- |
| Blackburn Rovers | 1:0      | Notts County      | Birmingham |
| FC Queen’s Park  | 4:1      | Blackburn Olympic | Nottingham |

### Finale
| Blackburn Rovers                                   | Blackburn Rovers | FC Queen’s Park | FC Queen’s Park |
| -------------------------------------------------- | --- | --- | --------------- |
| Blackburn Rovers                                   | \| Finale \| \| Samstag, 29. März 1884 in London (Kennington Oval) \| \| Ergebnis: 2:1 \| \| Zuschauer: 12.000 \| \| Schiedsrichter: Major Francis Marindin \| \| Spielbericht \| | \| Finale \| \| Samstag, 29. März 1884 in London (Kennington Oval) \| \| Ergebnis: 2:1 \| \| Zuschauer: 12.000 \| \| Schiedsrichter: Major Francis Marindin \| \| Spielbericht \| | FC Queen’s Park |
| Blackburn Rovers                                   | Herby Arthur – Fergus Suter, Joe Beverley – Hugh McIntyre, Jimmy Forrest – Joe Lofthouse, Jimmy Douglas, John Hargreaves, Jimmy Brown, Joe Sowerbutts, John Inglis                | George Gillespie – John Macdonald, Walter Arnott – Charles Campbell, John Gow – William Anderson, William Watt, William Harrower, John Smith, Robert Christie, David Allan        | FC Queen’s Park |
| Blackburn Rovers                                   | Jimmy Douglas Jimmy Forrest | Robert Christie | FC Queen’s Park |
| Finale                                             | | |                 |
| Samstag, 29. März 1884 in London (Kennington Oval) | | |                 |
| Ergebnis: 2:1                                      | | |                 |
| Zuschauer: 12.000                                  | | |                 |
| Schiedsrichter: Major Francis Marindin             | | |                 |
| Spielbericht                                       | | |                 |